# Supernova (2014)
Supernova is een Nederlandse film uit 2014, geschreven en geregisseerd door Tamar van den Dop. De film is gebaseerd op de Vlaamse roman Mijn vader zegt dat wij levens redden van Do van Ranst.

## Verhaal
De film vertelt het verhaal van de vijftienjarige Meis, die met haar ouders en haar oma in de bocht van de weg woont.

## Rolverdeling
- Gaite Jansen als Meis[3]
- Tamar van den Dop als Ma
- Bob Schwarze als Pa
- Helga Boettiger als oma
- David Schütter als Boris
- Elise van 't Laar als Sue

## Ontvangst
De film kreeg van de Volkskrant vier sterren. Acteur Bob Schwarze werd in 2014 genomineerd voor een Gouden Kalf voor de beste mannelijke bijrol in de film. De film werd geselecteerd voor de 64e editie van het Internationaal Filmfestival van Berlijn. De film won een Golden Royal Bengal Tiger Award in de categorie regie op het Kolkata International Filmfestival, in India.